# 小田切嘉兵衛
小田切 嘉兵衛（おだぎり かへえ）は、戦国時代-江戸時代前期の武士。前田氏家臣。

## 経歴・人物
天正12年（1584年）の長久手の戦い での奮闘を評され加賀金沢藩第2代藩主前田利常に招かれ家臣となる。大坂の陣でも奮戦しその名を馳せた。

## 逸話
大坂の陣で、利常に従い城際に攻め寄せた際、鉄砲の弾が当たった。しかし嘉兵衛は動じず、その弾を取り出し、脇にいた平野弥次右衛門に見せて自らの兜の由来を語った。